# Sasa palmata
Espèce
Classification APG II (2003)
Sasa palmata est un bambou originaire du Nord du Japon.